# 中国运载火箭发射列表 (2020年代)
2020年代长征系列运载火箭已有267次发射，其他火箭已有74次发射。

## 长征火箭

### 2020年
| 長征序号 | 运载火箭名称（序号）      | 有效载荷名称 | 起飞时间（UTC+8）                  | 预定星箭分离轨道 | 发射地点                                                                     | 发射结果 |
| -------- | ------------------------- | --- | ---------------------------------- | ---------------- | ---------------------------------------------------------------------------- | -------- |
| 324      | 长征三号乙（遥62）        | 通信技术试验卫星五号 | 2020年1月7日 23时20分              | 地球同步转移轨道 | 西昌卫星发射中心二号发射工位                                                 | 成功     |
| 325      | 长征二号丁（遥58）        | 吉林一号宽幅01星（红旗一号-H9）天启五号卫星（忻州号/云江号卫星） 阿根廷NewSat-7 阿根廷NewSat-8                                     | 2020年1月15日 10时53分04.636秒     | 太阳同步轨道     | 太原卫星发射中心9号场区                                                      | 成功     |
| 326      | 长征二号丁（遥61）        | 新技术试验卫星C、D、E、F | 2020年2月20日 05时07分             | 低地球轨道       | 西昌卫星发射中心3号工位                                                      | 成功     |
| 327      | 长征三号乙（遥69）        | 北斗三号G2星 | 2020年3月9日 19时55分              | 地球静止轨道     | 西昌卫星发射中心2号工位                                                      | 成功     |
| 328      | 长征七号甲（遥1）         | 新技术验证六号卫星 | 2020年3月16日 21时34分             | 地球同步转移轨道 | 文昌航天发射场二号发射工位 19°37′07″N 110°57′19″E / 19.618670°N 110.955400°E | 失败     |
| 329      | 长征二号丙（遥42）        | 遥感三十号06组A星遥感三十号06组B星遥感三十号06组C星                                                                                | 2020年3月24日 11时43分             | 近地轨道         | 西昌卫星发射中心三号发射工位                                                 | 成功     |
| 330      | 长征三号乙（遥71）        | 印度尼西亞PALAPA-N1 | 2020年4月9日 19时46分              | 地球同步转移轨道 | 西昌卫星发射中心2号工位                                                      | 失败     |
| 331      | 长征五号乙（遥1）         | 新一代载人飞船试验船柔性充气式货物返回舱试验舱                                                                                     | 2020年5月5日 18时00分27.092秒      | 近地轨道         | 文昌航天发射场一号发射工位 19°36′53″N 110°57′04″E / 19.614600°N 110.951110°E | 成功     |
| 332      | 长征十一号（遥8）         | 新技术试验卫星G、H | 2020年5月30日 04时13分             | 近地轨道         | 西昌卫星发射中心场坪                                                         | 成功     |
| 333      | 长征二号丁（遥51）        | 高分九号02星和德四号卫星 | 2020年5月31日 16时53分             | 太阳同步轨道     | 酒泉卫星发射中心94号发射阵地                                                 | 成功     |
| 334      | 长征二号丙（遥40）        | 海洋一号D卫星 | 2020年6月11日 02时31分             | 太阳同步轨道     | 太原卫星发射中心9号场区                                                      | 成功     |
| 335      | 长征二号丁（遥52）        | 高分九号03星和德五号卫星皮星三号A星                                                                                                | 2020年6月17日 15时19分             | 太阳同步轨道     | 酒泉卫星发射中心94号发射阵地                                                 | 成功     |
| 336      | 长征三号乙（遥68）        | 北斗三号G3星 | 2020年6月23日 09时43分             | 地球静止轨道     | 西昌卫星发射中心2号工位                                                      | 成功     |
| 337      | 长征四号乙（遥43）        | 高分辨率多模综合成像卫星“西柏坡号”科普卫星（八一02星）                                                                             | 2020年7月3日 11时10分              | 太阳同步轨道     | 太原卫星发射中心9号场区                                                      | 成功     |
| 338      | 长征二号丁（遥29）        | 试验六号02星 | 2020年7月5日 07时44分              | 太阳同步轨道     | 酒泉卫星发射中心94号工位                                                     | 成功     |
| 339      | 长征三号乙（遥64）        | 亚太6D通信卫星 | 2020年7月9日 20时11分              | 地球静止轨道     | 西昌卫星发射中心3号工位                                                      | 成功     |
| 340      | 长征五号（遥4）           | 天問一号火星探測器，2021年5月15日7时18分，探測車「祝融號」着陆于火星乌托邦平原南部预选着陆区。                                     | 2020年7月23日 12时41分15秒167毫秒  | 地火转移轨道     | 文昌航天发射场一号发射工位 19°36′53″N 110°57′04″E / 19.614600°N 110.951110°E | 成功     |
| 341      | 长征四号乙（遥45）        | 资源三号03星龙睛一号天启星座一零星                                                                                                 | 2020年7月25日 11时13分             | 太阳同步轨道     | 太原卫星发射中心9号场区                                                      | 成功     |
| 342      | 长征二号丁（遥56）        | 高分九号04星清华科学卫星 | 2020年8月6日 12时01分              | 太阳同步轨道     | 酒泉卫星发射中心94号发射阵地                                                 | 成功     |
| 343      | 长征二号丁（遥57）        | 高分九号05星多功能试验卫星天拓五号卫星                                                                                             | 2020年8月23日 10时27分             | 太阳同步轨道     | 酒泉卫星发射中心94号发射阵地                                                 | 成功     |
| 344      | 长征二号F（天3）          | 可重复使用试验航天器1，2020年9月6日成功返回预定着陆场！                                                                            | 2020年9月4日                       | 近地橢圓軌道     | 酒泉卫星发射中心921工位                                                      | 成功     |
| 345      | 长征四号乙（遥46）        | 高分十一号02星 | 2020年9月7日 13时57分04秒918毫秒   | 太阳同步轨道     | 太原卫星发射中心9号场区                                                      | 成功     |
| 346      | 长征十一号海（遥2）       | 吉林一号高分03C视频星1、2、3吉林一号高分03B推扫星1、2、3、4、5、6                                                                  | 2020年9月15日 09时23分             | 太阳同步轨道     | 黄海海域德渤3号海上发射平台(太原卫星发射中心组织发射)                        | 成功     |
| 347      | 长征四号乙（遥41）        | 海洋二号C卫星 | 2020年9月21日 13时40分             | 低地球轨道       | 酒泉卫星发射中心94号发射阵地                                                 | 成功     |
| 348      | 长征四号乙（遥42）        | 环境减灾二号01组卫星A、B | 2020年9月27日 11时23分             | 太阳同步轨道     | 太原卫星发射中心9号场区                                                      | 成功     |
| 349      | 长征三号乙（遥63）        | 高分十三号卫星 | 2020年10月12日 00时57分04秒250毫秒 | 地球同步转移轨道 | 西昌卫星发射中心2号工位                                                      | 成功     |
| 350      | 长征二号丙（遥43）        | 遥感三十号卫星07组A、B、C天启星座06星                                                                                              | 2020年10月26日 23时19分05秒115毫秒 | 近地轨道         | 西昌卫星发射中心三号发射工位                                                 | 成功     |
| 351      | 长征六号（遥3）           | NewSat卫星09、10、11、12、13、14、15、16、17、18电子科技大学号卫星（天雁05卫星）北航空事卫星一号中国青少年科普卫星八一03星“太原号” | 2020年11月6日 11时19分14秒901毫秒  | 太阳同步轨道     | 太原卫星发射中心16号发射工位                                                 | 成功     |
| 352      | 长征三号乙（遥73）        | 天通一号02星 | 2020年11月12日 23时59分04秒058毫秒 | 地球同步转移轨道 | 西昌卫星发射中心2号工位                                                      | 成功     |
| 353      | 长征五号（遥5）           | 嫦娥五号月球探测器，完成月球表面自动采样任务後，12月17日1时59分，返回舱着陆于內蒙古四子王旗着陆场。                                | 2020年11月24日 04时30分21秒806毫秒 | 地月转移轨道     | 文昌航天发射场一号发射工位 19°36′53″N 110°57′04″E / 19.614600°N 110.951110°E | 成功     |
| 354      | 长征三号乙改进Ⅴ型（遥70） | 高分十四号卫星 | 2020年12月6日 11时58分14秒250毫秒  | 太阳同步轨道     | 西昌卫星发射中心3号工位                                                      | 成功     |
| 355      | 长征十一号（遥9）         | 怀柔一号01（GECAM-A） 怀柔一号02（GECAM-B）                                                                                        | 2020年12月10日 04时14分43秒253毫秒 | 近地轨道         | 西昌卫星发射中心场坪                                                         | 成功     |
| 356      | 长征八号（遥1）           | 新技术验证七号卫星元光号天启星座08星智星一号A星海丝一号                                                                            | 2020年12月22日 12时37分37秒198毫秒 | 太阳同步轨道     | 文昌航天发射场二号发射工位 19°37′07″N 110°57′19″E / 19.618670°N 110.955400°E | 成功     |
| 357      | 长征四号丙（遥35）        | 遥感三十三号卫星微纳技术试验卫星                                                                                                   | 2020年12月27日 23时44分            | 太阳同步轨道     | 酒泉卫星发射中心94号发射阵地                                                 | 成功     |

### 2021年
| 長征序号 | 运载火箭名称（序号）                 | 有效载荷名称 | 起飞时间（UTC+8）                  | 预定星箭分离轨道 | 发射地点                                                                                               | 发射结果 |
| -------- | ------------------------------------ | --- | ---------------------------------- | ---------------- | --- | -------- |
| 358      | 长征三号乙（遥74）                   | 天通一号03星 | 2021年1月20日 00时25分04秒723毫秒  | 地球同步转移轨道 | 西昌卫星发射中心2号工位                                                                                | 成功     |
| 359      | 长征四号丙（遥31）                   | 遥感三十一号02组A星遥感三十一号02组B星遥感三十一号02组C星 | 2021年1月29日 12时47分             | 近地轨道         | 酒泉卫星发射中心94号发射阵地                                                                           | 成功     |
| 360      | 长征三号乙（遥77）                   | 通信技术试验卫星六号 | 2021年2月4日 23时36分04秒286毫秒   | 地球同步转移轨道 | 西昌卫星发射中心3号工位                                                                                | 成功     |
| 361      | 长征四号丙（遥32）                   | 遥感三十一号03组A星遥感三十一号03组B星遥感三十一号03组C星 | 2021年2月24日 10时22分             | 近地轨道         | 酒泉卫星发射中心94号发射阵地                                                                           | 成功     |
| 362      | 长征七号甲（遥2）                    | 试验九号卫星 | 2021年3月12日 1时51分              | 地球同步转移轨道 | 文昌航天发射场二号发射工位 19°37′07″N 110°57′19″E / 19.618670°N 110.955400°E                           | 成功     |
| 363      | 长征四号丙（遥42）                   | 遥感三十一号04组A星遥感三十一号04组B星遥感三十一号04组C星 | 2021年3月13日 10时19分             | 近地轨道         | 酒泉卫星发射中心94号发射阵地                                                                           | 成功     |
| 364      | 长征四号丙（遥36）                   | 高分十二号02星 | 2021年3月31日 06时45分             | 太阳同步轨道     | 酒泉卫星发射中心94号发射阵地                                                                           | 成功     |
| 365      | 长征四号乙（遥49）                   | 试验六号03星 | 2021年4月9日 7时01分               | 太阳同步轨道     | 太原卫星发射中心9号场区                                                                                | 成功     |
| 366      | 长征六号（遥5）                      | 齐鲁一号（中科卫星09） 齐鲁四号（中科卫星10） 佛山一号 中安国通一号 天启星座09 起源太空NEO-1 泰景二号01 金紫荆一号 灵鹊一号D02                                                               | 2021年4月27日 11时20分             | 太阳同步轨道     | 太原卫星发射中心16号发射工位                                                                           | 成功     |
| 367      | 长征五号乙（遥2）                    | 天和号核心舱 | 2021年4月29日 11时23分15秒613毫秒  | 近地轨道         | 文昌航天发射场一号发射工位 19°36′53″N 110°57′04″E / 19.614600°N 110.951110°E                           | 成功     |
| 368      | 长征四号丙（遥34）                   | 遥感三十四号卫星 | 2021年4月30日 15时27分             | 低地球轨道       | 酒泉卫星发射中心94号发射阵地                                                                           | 成功     |
| 369      | 长征二号丙（遥47）                   | 遥感卫星三十号08组A、B、C天启星座12星 | 2021年5月7日 02时11分04秒959毫秒   | 低地球轨道       | 西昌卫星发射中心3号工位                                                                                | 成功     |
| 370      | 长征四号乙（遥46）                   | 海洋二号D卫星 | 2021年5月19日 12时03分             | 低地球轨道       | 酒泉卫星发射中心94号发射阵地                                                                           | 成功     |
| 371      | 长征七号（遥3）                      | 天舟二号货运飞船 | 2021年5月29日 20时55分29秒373毫秒  | 近地轨道         | 文昌航天发射场二号发射工位 19°37′07″N 110°57′19″E / 19.618670°N 110.955400°E                           | 成功     |
| 372      | 长征三号乙改进Ⅲ型（遥72）            | 风云四号02星 | 2021年6月3日 00时17分04秒273毫秒   | 地球同步转移轨道 | 西昌卫星发射中心二号发射工位 28°14′44″N 102°01′37″E / 28.245480°N 102.026850°E                         | 成功     |
| 373      | 长征二号丁（遥54）                   | 北京三号卫星A星海丝二号仰望一号太空试验1号天健卫星 | 2021年6月11日 11时03分             | 太阳同步轨道     | 太原卫星发射中心9号场区                                                                                | 成功     |
| 374      | 长征二号F改进型（遥12）              | 神舟十二号载人飞船 （聂海胜、刘伯明、汤洪波），9月17日13時34分，返回舱着陆于中国内蒙古自治区阿拉善盟额济纳旗赛汉陶来苏木东风着陆场。                                                         | 2021年6月17日 09时22分31秒693毫秒  | 近地椭圆轨道     | 酒泉卫星发射中心九十一号发射阵地（九十一号发射工位） 40°57′28″N 100°17′28″E / 40.957900°N 100.291020°E | 成功     |
| 375      | 长征二号丙（遥48）                   | 遥感卫星三十号09组A、B、C天启星座14星 | 2021年6月18日 14时30分             | 低地球轨道       | 西昌卫星发射中心3号工位                                                                                | 成功     |
| 376      | 长征二号丁（遥74）                   | 吉林一号宽幅01B星吉林一号高分03D卫星01、02、03星时代-10卫星 | 2021年7月3日 10时51分              | 太阳同步轨道     | 太原卫星发射中心9号场区                                                                                | 成功     |
| 377      | 长征四号丙（遥43）                   | 风云三号05星 | 2021年7月5日 07时28分              | 太阳同步轨道     | 酒泉卫星发射中心94号发射阵地                                                                           | 成功     |
| 378      | 长征三号丙改进Ⅱ型（遥18）            | 天链一号05星 | 2021年7月6日 23时53分              | 超同步转移轨道   | 西昌卫星发射中心二号发射工位                                                                           | 成功     |
| 379      | 长征六号（遥6）                      | “钟子号”卫星星座02组06、07、08、09、10 | 2021年7月9日 19时59分              | 近地轨道         | 太原卫星发射中心16号发射工位                                                                           | 成功     |
| 380      | 长征二号丙（遥49）                   | 遥感卫星三十号10组A、B、C天启星座15星 | 2021年7月19日 08时19分             | 低地球轨道       | 西昌卫星发射中心3号工位                                                                                | 成功     |
| 381      | 长征二号丁（遥62）                   | 天绘一号04星 | 2021年7月29日 12时01分             | 太阳同步轨道     | 酒泉卫星发射中心94号发射阵地                                                                           | 成功     |
| 382      | 长征六号（遥7）                      | 多媒体贝塔试验卫星A、B | 2021年8月4日 19时01分              | 近地轨道         | 太原卫星发射中心16号发射工位                                                                           | 成功     |
| 383      | 长征三号乙改进Ⅲ型（遥76）            | 中星2E卫星 | 2021年8月6日 00时30分04秒926毫秒   | 地球同步转移轨道 | 西昌卫星发射中心二号发射工位 28°14′44″N 102°01′37″E / 28.245480°N 102.026850°E                         | 成功     |
| 384      | 长征四号乙（遥50）                   | 天绘二号02组A星天绘二号02组B星 | 2021年8月19日 06时32分             | 太阳同步轨道     | 太原卫星发射中心九号发射阵地                                                                           | 成功     |
| 385      | 长征二号丙（遥51）/远征一号商（遥2） | 融合试验卫星01星融合试验卫星02星不明搭载星 | 2021年8月24日 19时15分             | 低地球轨道       | 酒泉卫星发射中心94号发射阵地                                                                           | 成功     |
| 386      | 长征三号乙改进Ⅱ型（遥78）            | 通信技术试验卫星七号 | 2021年8月24日 23时41分             | 地球同步转移轨道 | 西昌卫星发射中心3号工位                                                                                | 成功     |
| 387      | 长征四号丙（遥40）                   | 高分五号02星 （高光谱观测卫星） | 2021年9月7日 11时01分              | 太阳同步轨道     | 太原卫星发射中心九号发射阵地                                                                           | 成功     |
| 388      | 长征三号乙改进Ⅱ型（遥86）            | 中星9B卫星 | 2021年9月9日 19时50分              | 地球同步转移轨道 | 西昌卫星发射中心2号工位                                                                                | 成功     |
| 389      | 长征七号（遥4）                      | 天舟三号货运飞船 | 2021年9月20日 15时10分11秒392毫秒  | 近地轨道         | 文昌航天发射场二号发射工位 19°37′07″N 110°57′19″E / 19.618670°N 110.955400°E                           | 成功     |
| 390      | 长征三号乙改进Ⅱ型（遥81）            | 通信技术试验卫星十号（试验十号卫星） | 2021年9月27日 16时20分             | 地球同步转移轨道 | 西昌卫星发射中心3号工位                                                                                | 成功     |
| 391      | 长征二号丁（遥53）                   | “羲和号”太阳Hα光谱探测卫星 和德二号E/F星 VDES交通试验星 低轨导航增强试验卫星 北航亚太一号 上海交大的大学生小卫星（SSS-2A） 轨道大气密度探测卫星 商业气象探测卫星 田园一号卫星 金紫荆二号卫星 | 2021年10月14日 18时51分            | 太阳同步轨道     | 太原卫星发射中心9号工位                                                                                | 成功     |
| 392      | 长征二号F改进型（遥13）              | 神舟十三号载人飞船 （翟志刚、王亚平、叶光富），2022年4月16日09时56分成功返回东风着陆场。 | 2021年10月16日 00时23分56秒469毫秒 | 近地椭圆轨道     | 酒泉卫星发射中心九十一号发射阵地（九十一号发射工位） 40°57′28″N 100°17′28″E / 40.957900°N 100.291020°E | 成功     |
| 393      | 长征三号乙改进Ⅱ型（遥83）            | 实践二十一号卫星 | 2021年10月24日 09时27分03秒780毫秒 | 地球同步转移轨道 | 西昌卫星发射中心2号工位                                                                                | 成功     |
| 394      | 长征二号丙（遥41）/远征一号商（遥4） | 遥感三十二号02组A星遥感三十二号02组B星 | 2021年11月3日 15时43分             | 太阳同步轨道     | 酒泉卫星发射中心94号发射阵地                                                                           | 成功     |
| 395      | 长征六号（遥8）                      | 广目地球科学卫星（可持续发展科学卫星1号） | 2021年11月5日 10时19分             | 太阳同步轨道     | 太原卫星发射中心16号发射工位                                                                           | 成功     |
| 396      | 长征二号丁（遥63）                   | 遥感三十五号A星遥感三十五号B星遥感三十五号C星 | 2021年11月6日 11时00分             | 太阳同步轨道     | 西昌卫星发射中心3号工位                                                                                | 成功     |
| 397      | 长征四号乙（遥52）                   | 高分十一号03星 | 2021年11月20日 09时51分            | 太阳同步轨道     | 太原卫星发射中心七号发射阵地（七号发射工位） 38°50′56″N 111°36′29″E / 38.848880°N 111.608010°E         | 成功     |
| 398      | 长征四号丙（遥37）                   | 高分三号02星 | 2021年11月23日 07时45分            | 太阳同步轨道     | 酒泉卫星发射中心94号发射阵地                                                                           | 成功     |
| 399      | 长征三号乙改三型（遥79）             | 中星1D卫星 | 2021年11月27日 00时40分04秒531毫秒 | 地球同步转移轨道 | 西昌卫星发射中心201号发射阵地                                                                          | 成功     |
| 400      | 长征四号乙（遥47）                   | 实践六号05组卫星 | 2021年12月10日 08时11分            | 太阳同步轨道     | 酒泉卫星发射中心94号发射阵地                                                                           | 成功     |
| 401      | 长征三号乙（遥82）                   | 天链二号02星 | 2021年12月14日 00时09分            | 地球同步转移轨道 | 西昌卫星发射中心301号发射阵地                                                                          | 成功     |
| 402      | 长征七号甲（遥3）                    | 试验十二号01/02星 | 2021年12月23日 18时12分            | 地球同步转移轨道 | 文昌航天发射场二号发射工位                                                                             | 成功     |
| 403      | 长征四号丙（遥39）                   | 资源一号02E一零一中学科普小卫星 | 2021年12月26日 11时11分31秒        | 太阳同步轨道     | 太原卫星发射中心                                                                                       | 成功     |
| 404      | 长征二号丁（遥41）                   | 天绘四号 | 2021年12月29日 19时13分            | 太阳同步轨道     | 酒泉卫星发射中心                                                                                       | 成功     |
| 405      | 长征三号乙改三型（遥84）             | 通信技术试验卫星九号 | 2021年12月30日 00时43分03秒        | 地球同步转移轨道 | 西昌卫星发射中心201号发射阵地                                                                          | 成功     |

### 2022年
| 長征序号 | 运载火箭名称（序号）                | 有效载荷名称 | 起飞时间（UTC+8）                  | 预定星箭分离轨道 | 发射地点                                                                                       | 发射结果 |
| -------- | ----------------------------------- | --- | ---------------------------------- | ---------------- | ---------------------------------------------------------------------------------------------- | -------- |
| 406      | 长征二号丁（遥70）                  | 试验十三号卫星 | 2022年1月17日 10时35分             | 太阳同步轨道     | 太原卫星发射中心                                                                               | 成功     |
| 407      | 长征四号丙（遥29）                  | 陆地探测一号01组A星 | 2022年1月26日 07时44分             | 太阳同步轨道     | 酒泉卫星发射中心9401工位                                                                       | 成功     |
| 408      | 长征四号丙（遥30）                  | 陆地探测一号01组B星 | 2022年2月27日 07时44分             | 太阳同步轨道     | 酒泉卫星发射中心9401工位                                                                       | 成功     |
| 409      | 长征八号（遥2）                     | 泰景三号01 泰景四号01 海南一号01-02 文昌一号01-02 吉林一号高分03D10-14 吉林一号高分03D15（韶关一号） 吉林一号高分03D16（文昌超算二号） 吉林一号高分03D17（文昌超算三号） 吉林一号高分03D18（安溪铁观音一号） 吉林一号魔方02A01（厦门科技一号） 巢湖一号 创星雷神号 天启星座19（延安号/平安2号） 大运号（星时代17） 启明星一号 西电一号 | 2022年2月27日 11时06分             | 太阳同步轨道     | 文昌航天发射场                                                                                 | 成功     |
| 410      | 长征二号丙（遥62）                  | 银河航天02批01（南通一号） 银河航天02批02（一土号星愿） 银河航天02批03（宣城一号） 银河航天02批04（北邮-银河号） 银河航天02批05-06 暄铭星愿 | 2022年3月5日 14时01分              | 近地轨道         | 西昌卫星发射中心3号工位                                                                        | 成功     |
| 411      | 长征四号丙（遥47）                  | 遥感三十四号02星 | 2022年3月17日 15时09分             | 近地轨道         | 酒泉卫星发射中心                                                                               | 成功     |
| 412      | 长征六号甲（遥1）                   | 天鲲二号 浦江二号 | 2022年3月29日 17时50分             | 太阳同步轨道     | 太原卫星发射中心9A工位                                                                         | 成功     |
| 413      | 长征十一号（遥10）                  | 天平二号A 天平二号B 天平二号C | 2022年3月30日 10时29分             | 太阳同步轨道     | 酒泉卫星发射中心                                                                               | 成功     |
| 414      | 长征四号丙（遥38）                  | 高分三号03星 | 2022年4月7日 07时47分              | 太阳同步轨道     | 酒泉卫星发射中心                                                                               | 成功     |
| 415      | 长征三号乙（遥89）                  | 中星6D | 2022年4月15日 20时00分             | 地球同步转移轨道 | 西昌卫星发射中心                                                                               | 成功     |
| 416      | 长征四号丙（遥28）                  | 大气一号 | 2022年4月16日 02时16分             | 太阳同步轨道     | 太原卫星发射中心                                                                               | 成功     |
| 417      | 长征二号丙（遥70）                  | 四维高景一号01 四维高景一号02 | 2022年4月29日 12时11分33秒         | 太阳同步轨道     | 酒泉卫星发射中心                                                                               | 成功     |
| 418      | 长征十一号海（遥3）                 | 吉林一号高分03D04（天机星） 吉林一号高分03D05（天问星） 吉林一号高分03D06（天钥星） 吉林一号高分03D07（天筹星） 吉林一号高分04A（安溪铁观音二号） | 2022年4月30日 11时30分             | 太阳同步轨道     | 东海泰瑞海上发射平台 （页面存档备份，存于） (太原卫星发射中心组织)                             | 成功     |
| 419      | 长征二号丁（遥79）                  | 吉林一号宽幅01C 吉林一号高分03D27 吉林一号高分03D28 吉林一号高分03D29 吉林一号高分03D30 吉林一号高分03D31 吉林一号高分03D32 吉林一号高分03D33 | 2022年5月5日 10时38分              | 太阳同步轨道     | 太原卫星发射中心                                                                               | 成功     |
| 420      | 长征七号（遥5）                     | 天舟四号货运飞船 智星三号A | 2022年5月10日 01时56分37秒376毫秒  | 近地轨道         | 文昌航天发射场                                                                                 | 成功     |
| 421      | 长征二号丙（遥53） 远征一号S（遥5） | 低轨通信试验1 低轨通信试验2 低轨通信试验3 | 2022年5月20日 18时30分             | 太阳同步轨道     | 酒泉卫星发射中心                                                                               | 成功     |
| 422      | 长征二号丙（遥65）                  | 吉利01组01（亚运中国星） 吉利01组02 吉利01组03 吉利01组04 吉利01组05 吉利01组06 吉利01组07 吉利01组08 吉利01组09 | 2022年6月2日 12时00分              | 近地轨道         | 西昌卫星发射中心                                                                               | 成功     |
| 423      | 长征二号F改进型（遥14）             | 神舟十四号载人飞船（陈冬、刘洋、蔡旭哲，2022年12月4日20时09分成功返回东风着陆场）。 | 2022年6月5日 10时44分10秒460毫秒   | 近地轨道         | 酒泉卫星发射中心921工位                                                                        | 成功     |
| 424      | 长征二号丁（遥64）                  | 遥感三十五号02组A 遥感三十五号02组B 遥感三十五号02组C | 2022年6月23日 10时22分             | 近地轨道         | 西昌卫星发射中心                                                                               | 成功     |
| 425      | 长征四号丙（遥46）                  | 高分十二号03 | 2022年6月27日 23时46分             | 太阳同步轨道     | 酒泉卫星发射中心                                                                               | 成功     |
| 426      | 长征三号乙（遥85）                  | 天链二号03 | 2022年7月13日 00时30分             | 地球同步转移轨道 | 西昌卫星发射中心                                                                               | 成功     |
| 427      | 长征二号丙（遥71）                  | 四维高景二号01 四维高景二号02 | 2022年7月16日 06时57分16秒         | 太阳同步轨道     | 太原卫星发射中心                                                                               | 成功     |
| 428      | 长征五号乙（遥3）                   | 问天实验舱 中国空间站业余无线电台（CSSARC） | 2022年7月24日 14时22分32秒57毫秒   | 近地轨道         | 文昌航天发射场                                                                                 | 成功     |
| 429      | 长征二号丁（遥65）                  | 遥感三十五号03组A 遥感三十五号03组B 遥感三十五号03组C | 2022年7月29日 21时28分44秒963毫秒  | 近地轨道         | 西昌卫星发射中心                                                                               | 成功     |
| 430      | 长征四号乙（遥40）                  | 句芒陆地生态系统碳监测 交通四号 (和德二号G星) 闵行少年星（零碳小先锋） | 2022年8月4日 11时08分              | 太阳同步轨道     | 太原卫星发射中心                                                                               | 成功     |
| 431      | 长征二号F改进型（天4）              | 可重复使用试验航天器2，2023年5月8日成功返回预定着陆场！ | 2022年8月5日 00时00分左右          | 近地椭圆轨道     | 酒泉卫星发射中心921工位                                                                        | 成功     |
| 432      | 长征六号（遥10）                    | 吉林一号高分03D09（西安航投一号） 吉林一号高分03D35（东坡01眉山天府新区号） 吉林一号高分03D36（东坡02东坡号） 吉林一号高分03D37（东坡03彭山号） 吉林一号高分03D38（东坡04仁寿号） 吉林一号高分03D39（东坡05洪雅号） 吉林一号高分03D40（东坡06丹棱号） 吉林一号高分03D41（东坡07青神号） 吉林一号高分03D42（河南一号） 吉林一号高分03D43（浦银一号） 吉林一号红外A01（云遥一号04） 吉林一号红外A02（云遥一号05） 吉林一号红外A03（云遥一号06） 吉林一号红外A04（云遥一号07） 吉林一号红外A05（云遥一号08） 吉林一号红外A06（天津滨海一号]） | 2022年8月10日 12时50分             | 太阳同步轨道     | 太原卫星发射中心                                                                               | 成功     |
| 433      | 长征二号丁（遥66）                  | 遥感三十五号04A 遥感三十五号04B 遥感三十五号04C | 2022年8月20日 01时37分             | 近地轨道         | 西昌卫星发射中心                                                                               | 成功     |
| 434      | 长征二号丁（遥75）                  | 北京三号B（南宁一号） | 2022年8月24日 11时01分             | 太阳同步轨道     | 太原卫星发射中心                                                                               | 成功     |
| 435      | 长征四号丙（遥52）                  | 遥感三十三号02 | 2022年9月3日 07时44分              | 太阳同步轨道     | 酒泉卫星发射中心                                                                               | 成功     |
| 436      | 长征二号丁（遥67）                  | 遥感三十五号05A 遥感三十五号05B 遥感三十五号05C | 2022年9月6日 12时19分              | 近地轨道         | 西昌卫星发射中心                                                                               | 成功     |
| 437      | 长征七号甲（遥5）                   | 中星1E | 2022年9月13日 21时18分24秒         | 地球同步转移轨道 | 文昌航天发射场                                                                                 | 成功     |
| 438      | 长征二号丁（遥76）                  | 云海一号03星 | 2022年9月21日 07时15分             | 太阳同步轨道     | 酒泉卫星发射中心                                                                               | 成功     |
| 439      | 长征二号丁（遥68）                  | 遥感三十六号01A 遥感三十六号01B 遥感三十六号01C | 2022年9月26日 21时38分             | 近地轨道         | 西昌卫星发射中心                                                                               | 成功     |
| 440      | 长征六号（遥9）                     | 试验十六号A 试验十六号B 试验十七号 | 2022年9月27日 07时50分             | 太阳同步轨道     | 太原卫星发射中心                                                                               | 成功     |
| 441      | 长征十一号海（遥4）                 | 微厘空间低轨卫星导航增强系统S5 微厘空间低轨卫星导航增强系统S6 | 2022年10月7日 21时10分             | 近地轨道         | 黄海海域 36°37′53″N 121°11′54″E / 36.631342°N 121.19835°E 德浮15002驳船 (太原卫星发射中心组织) | 成功     |
| 442      | 长征二号丁（遥55）                  | 夸父一号（先进天基太阳天文台ASO-S） | 2022年10月9日 07时43分             | 太阳同步轨道     | 酒泉卫星发射中心                                                                               | 成功     |
| 443      | 长征二号丙（遥66）                  | 环境减灾二号05星（5米S-SAR01星） | 2022年10月13日 06时53分            | 太阳同步轨道     | 太原卫星发射中心                                                                               | 成功     |
| 444      | 长征二号丁（遥69）                  | 遥感三十六号02A 遥感三十六号02B 遥感三十六号02C | 2022年10月15日 03时12分            | 近地轨道         | 西昌卫星发射中心                                                                               | 成功     |
| 445      | 长征二号丁（遥72）                  | 试验二十号C星 | 2022年10月29日 09时01分            | 近地轨道         | 酒泉卫星发射中心                                                                               | 成功     |
| 446      | 长征五号乙（遥4）                   | 梦天实验舱 | 2022年10月31日 15时37分23秒191毫秒 | 近地轨道         | 文昌航天发射场                                                                                 | 成功     |
| 447      | 长征三号乙（遥91）                  | 中星19 | 2022年11月5日 19时50分             | 地球同步转移轨道 | 西昌卫星发射中心                                                                               | 成功     |
| 448      | 长征六号甲（遥2）                   | 云海三号01 | 2022年11月12日 06时52分            | 太阳同步轨道     | 太原卫星发射中心                                                                               | 成功     |
| 449      | 长征七号（遥6）                     | 天舟五号货运飞船 澳门学生科普一号 连理立方 绳系技术验证立方 高新一号 希望四号 | 2022年11月12日 10时03分12秒374毫秒 | 近地轨道         | 文昌航天发射场                                                                                 | 成功     |
| 450      | 长征四号丙（遥48）                  | 遥感三十四号03 | 2022年11月15日 09时38分            | 近地轨道         | 酒泉卫星发射中心                                                                               | 成功     |
| 451      | 长征二号丁（遥89）                  | 遥感三十六号03A 遥感三十六号03B 遥感三十六号03C | 2022年11月27日 20时23分            | 近地轨道         | 西昌卫星发射中心                                                                               | 成功     |
| 452      | 长征二号F改进型（遥15）             | 神舟十五号载人飞船（费俊龙，邓清明，张陆，2023年6月4日06时33分成功返回东风着陆场）。 | 2022年11月29日 23时08分17秒457毫秒 | 近地轨道         | 酒泉卫星发射中心921工位                                                                        | 成功     |
| 453      | 长征二号丁（遥45）                  | 高分五号01A | 2022年12月9日 02时31分             | 太阳同步轨道     | 太原卫星发射中心                                                                               | 成功     |
| 454      | 长征四号丙（遥57）                  | 试验二十号A星 试验二十号B星 | 2022年12月12日 16时22分            | 近地轨道         | 酒泉卫星发射中心                                                                               | 成功     |
| 455      | 长征二号丁（遥80）                  | 遥感三十六号04A 遥感三十六号04B 遥感三十六号04C | 2022年12月15日 02时25分            | 近地轨道         | 西昌卫星发射中心                                                                               | 成功     |
| 456      | 长征十一号（遥12）                  | 试验二十一号 | 2022年12月16日 14时17分            | 近地轨道         | 西昌卫星发射中心                                                                               | 成功     |
| 457      | 长征四号乙（遥55）                  | 高分十一号04 | 2022年12月27日 15时37分            | 太阳同步轨道     | 太原卫星发射中心                                                                               | 成功     |
| 458      | 长征三号乙（遥88）                  | 试验十号02星 | 2022年12月29日 12时43分            | 地球同步转移轨道 | 西昌卫星发射中心                                                                               | 成功     |

### 2023年
| 長征序号 | 运载火箭名称（序号）                  | 有效载荷名称 | 起飞时间（UTC+8）                  | 预定星箭分离轨道 | 发射地点                                                                                        | 发射结果 |
| -------- | ------------------------------------- | --- | ---------------------------------- | ---------------- | ----------------------------------------------------------------------------------------------- | -------- |
| 459      | 长征七号甲（遥4）                     | 实践二十三号 | 2023年1月9日 06时00分              | 地球同步转移轨道 | 文昌航天发射场                                                                                  | 成功     |
| 460      | 长征二号丙（遥61）                    | 亚太6E | 2023年1月13日 02时10分             | 低地球轨道       | 西昌卫星发射中心                                                                                | 成功     |
| 461      | 长征二号丁（遥73）                    | 遥感三十七号 试验二十二号A 试验二十二号B | 2023年1月13日 15时00分             | 近地轨道         | 酒泉卫星发射中心                                                                                | 成功     |
| 462      | 长征二号丁（遥71）                    | 齐鲁二号 齐鲁三号 金紫荆三号 金紫荆四号 金紫荆六号 北邮一号 珞珈三号01（烟台一号） 天智二号D（日照三号） 吉林一号高分03D34 吉林一号魔方02A03 吉林一号魔方02A04 吉林一号魔方02A07（华水一号） 吉林一号红外A07（沃福曼号） 吉林一号红外A08（海河一号） | 2023年1月15日 11时14分             | 太阳同步轨道     | 太原卫星发射中心                                                                                | 成功     |
| 463      | 长征三号乙改进Ⅱ型（遥93）             | 中星26号 | 2023年2月23日 19时49分             | 地球同步转移轨道 | 西昌卫星发射中心                                                                                | 成功     |
| 464      | 长征二号丙（遥63）                    | 埃及荷鲁斯一号 | 2023年2月24日 12时01分             | 太阳同步轨道     | 酒泉卫星发射中心                                                                                | 成功     |
| 465      | 长征四号丙（遥51）                    | 天绘六号A 天绘六号B | 2023年3月10日 06时41分             | 太阳同步轨道     | 太原卫星发射中心                                                                                | 成功     |
| 466      | 长征二号丙（遥64）                    | 埃及荷鲁斯二号 | 2023年3月13日 12时02分             | 太阳同步轨道     | 酒泉卫星发射中心                                                                                | 成功     |
| 467      | 长征十一号（遥11）                    | 试验十九号 | 2023年3月15日 19时41分             | 太阳同步轨道     | 酒泉卫星发射中心                                                                                | 成功     |
| 468      | 长征三号乙改进Ⅲ型（遥90）             | 高分十三号02 | 2023年3月17日 16时33分             | 地球同步转移轨道 | 西昌卫星发射中心                                                                                | 成功     |
| 469      | 长征二号丁（遥90）                    | 宏图一号01A（中原一号） 宏图一号01B（鹤壁一号） 宏图一号01C（鹤壁二号） 宏图一号01D（鹤壁三号） | 2023年3月30日 18时50分             | 太阳同步轨道     | 太原卫星发射中心                                                                                | 成功     |
| 470      | 长征四号丙（遥49）                    | 遥感三十四号04 | 2023年3月31日 14时27分             | 近地轨道         | 酒泉卫星发射中心                                                                                | 成功     |
| 471      | 长征四号乙（遥51）                    | 风云三号07(FY-3G) | 2023年4月16日 09时36分             | 近地轨道         | 酒泉卫星发射中心                                                                                | 成功     |
| 472      | 长征七号（遥7）                       | 天舟六号货运飞船 大连一号连理 | 2023年5月10日 21时22分51秒405毫秒  | 近地轨道         | 文昌航天发射场                                                                                  | 成功     |
| 473      | 长征三号乙改进Ⅲ型（遥87）             | 北斗三号G4星 | 2023年5月17日 10时49分             | 地球同步转移轨道 | 西昌卫星发射中心                                                                                | 成功     |
| 474      | 长征二号丙（遥60）                    | 澳门科学一号AB双星 珞珈二号01 | 2023年5月21日 16时00分             | 近地轨道         | 酒泉卫星发射中心                                                                                | 成功     |
| 475      | 长征二号F改进型（遥16）               | 神舟十六号载人飞船（景海鹏、朱杨柱、桂海潮，2023年10月31日8时11分成功返回东风着陆场）。 | 2023年5月30日 09时31分13秒480毫秒  | 近地轨道         | 酒泉卫星发射中心                                                                                | 成功     |
| 476      | 长征二号丁（遥88）                    | 吉林一号高分03D19 吉林一号高分03D20-26(秦岭小卫星星座) 吉林一号高分06A01-16 吉林一号高分06A17-18(金紫荆37-38) 吉林一号高分06A19-29 吉林一号高分06A30(哈测农遥一号) 吉林一号平台02A01-02 霍尔果斯一号                                                 | 2023年6月15日 13时30分             | 太阳同步轨道     | 太原卫星发射中心                                                                                | 成功     |
| 477      | 长征六号（遥12）                      | 试验二十五号 | 2023年6月20日 11时18分             | 太阳同步轨道     | 太原卫星发射中心                                                                                | 成功     |
| 478      | 长征二号丙（遥52）/远征一号S（遥3）   | 互联网技术试验01组A 互联网技术试验01组B | 2023年7月9日 19时00分              | 近地轨道         | 酒泉卫星发射中心                                                                                | 成功     |
| 479      | 长征二号丁（遥91）                    | 四象01（矿大南湖号） 四象02（虹口复兴号） 四象03（中电农创号） 银河航天灵犀03 | 2023年7月23日 10时50分             | 太阳同步轨道     | 太原卫星发射中心                                                                                | 成功     |
| 480      | 长征二号丁（遥81）                    | 遥感三十六号05A 遥感三十六号05B 遥感三十六号05C | 2023年7月27日 04时02分             | 近地轨道         | 西昌卫星发射中心                                                                                | 成功     |
| 481      | 长征四号丙（遥44）                    | 风云三号06(FY-3F) | 2023年8月3日 11时47分              | 太阳同步轨道     | 酒泉卫星发射中心                                                                                | 成功     |
| 482      | 长征二号丙（遥46）                    | 环境减灾二号06星 | 2023年8月9日 06时53分              | 太阳同步轨道     | 太原卫星发射中心                                                                                | 成功     |
| 483      | 长征三号乙（遥92）                    | 陆地探测四号A | 2023年8月13日 01时26分             | 倾斜地球同步轨道 | 西昌卫星发射中心                                                                                | 成功     |
| 484      | 长征四号丙（遥56）                    | 高分十二号04 | 2023年8月21日 01时45分             | 太阳同步轨道     | 酒泉卫星发射中心                                                                                | 成功     |
| 485      | 长征二号丁（遥82）                    | 遥感三十九号01A 遥感三十九号01B 遥感三十九号01C | 2023年8月31日 15时36分             | 近地轨道         | 西昌卫星发射中心                                                                                | 成功     |
| 486      | 长征四号丙（遥53）                    | 遥感三十三号03 | 2023年9月7日 02时14分              | 太阳同步轨道     | 酒泉卫星发射中心                                                                                | 成功     |
| 487      | 长征六号甲（遥5）                     | 遥感四十号A 遥感四十号B 遥感四十号C | 2023年9月10日 12时30分             | 近地轨道         | 太原卫星发射中心                                                                                | 成功     |
| 488      | 长征二号丁（遥83）                    | 遥感三十九号02A 遥感三十九号02B 遥感三十九号02C | 2023年9月17日 12时13分             | 近地轨道         | 西昌卫星发射中心                                                                                | 成功     |
| 489      | 长征四号丙（遥54）                    | 遥感三十三号04 | 2023年9月27日 04时15分             | 太阳同步轨道     | 酒泉卫星发射中心                                                                                | 成功     |
| 490      | 长征二号丁（遥84）                    | 遥感三十九号03A 遥感三十九号03B 遥感三十九号03C | 2023年10月5日 08时24分             | 近地轨道         | 西昌卫星发射中心                                                                                | 成功     |
| 491      | 长征二号丁（遥77）                    | 云海一号04星 | 2023年10月15日 08时54分            | 太阳同步轨道     | 酒泉卫星发射中心                                                                                | 成功     |
| 492      | 长征二号丁（遥85）                    | 遥感三十九号04A 遥感三十九号04B 遥感三十九号04C | 2023年10月24日 04时03分            | 近地轨道         | 西昌卫星发射中心                                                                                | 成功     |
| 493      | 长征二号F改进型（遥17）               | 神舟十七号载人飞船（汤洪波、唐胜杰、江新林，2024年4月30日17时46分成功返回东风着陆场） | 2023年10月26日 11时14分02秒491毫秒 | 近地轨道         | 酒泉卫星发射中心                                                                                | 成功     |
| 494      | 长征六号甲（遥4）                     | 天绘五号A 天绘五号B | 2023年11月1日 06时50分             | 太阳同步轨道     | 太原卫星发射中心                                                                                | 成功     |
| 495      | 长征七号甲（遥6）                     | 通信技术试验卫星十号 | 2023年11月3日 22时54分             | 地球同步转移轨道 | 文昌航天发射场                                                                                  | 成功     |
| 496      | 长征三号乙（遥94）                    | 中星6E | 2023年11月9日 19时23分             | 地球同步转移轨道 | 西昌卫星发射中心                                                                                | 成功     |
| 497      | 长征二号丙（遥56）/远征一号商（遥9）  | 海洋三号A（新一代海洋水色观测卫星） | 2023年11月16日 11时55分            | 太阳同步轨道     | 酒泉卫星发射中心                                                                                | 成功     |
| 498      | 长征二号丁（遥59）/远征三号（遥2）    | 互联网技术试验02组A(近地轨道) 互联网技术试验02组B 互联网技术试验02组(创新二十号) | 2023年11月23日 18时00分04秒        | 近地轨道         | 西昌卫星发射中心                                                                                | 成功     |
| 499      | 长征二号丙（遥54）                    | 埃及二号 · 星池一号第二组A · 星池一号第二组B | 2023年12月4日 12时10分             | 太阳同步轨道     | 酒泉卫星发射中心                                                                                | 成功     |
| 500      | 长征二号丁（遥86）                    | 遥感三十九号05A 遥感三十九号05B 遥感三十九号05C | 2023年12月10日 09时58分            | 近地轨道         | 西昌卫星发射中心                                                                                | 成功     |
| 501      | 长征二号F（天5）                      | 可重复使用试验航天器3(在轨飞行268天后，于2024年9月6日成功返回预定着陆场) | 2023年12月14日 22时04分            | 近地椭圆轨道     | 酒泉卫星发射中心921工位                                                                         | 成功     |
| 502      | 长征五号（遥6）                       | 遥感四十一号 | 2023年12月15日 21时41分            | 地球同步转移轨道 | 文昌航天发射场                                                                                  | 成功     |
| 503      | 长征十一号海（遥5）                   | 试验二十四号C1 试验二十四号C2 试验二十四号C3 | 2023年12月26日 06时39分            | 太阳同步轨道     | 南海阳江海上博润九州号货轮 21°16′55″N 112°00′00″E / 21.28206°N 112.000°E (太原卫星发射中心组织) | 成功     |
| 504      | 长征三号乙（遥75）/远征一号（遥16）   | 北斗三号M26 北斗三号M28 | 2023年12月26日 11时26分            | 中地球轨道       | 西昌卫星发射中心                                                                                | 成功     |
| 505      | 长征二号丙（遥73）/远征一号商（遥17） | 互联网技术试验04组A/B/C | 2023年12月30日 08时13分            | 近地轨道         | 酒泉卫星发射中心                                                                                | 成功     |

### 2024年
| 長征序号 | 运载火箭名称（序号）                  | 有效载荷名称 | 起飞时间（UTC+8）                  | 预定星箭分离轨道   | 发射地点                   | 发射结果 |
| -------- | ------------------------------------- | --- | ---------------------------------- | ------------------ | -------------------------- | -------- |
| 506      | 长征二号丙（遥30）                    | 爱因斯坦探针卫星EP (Einstein Probe) | 2024年1月9日 15时03分              | 近地轨道           | 西昌卫星发射中心           | 成功     |
| 507      | 长征七号（遥8）                       | 天舟七号货运飞船 南京号暨中国青少年科普卫星（八一08星） | 2024年1月17日 22时27分30秒728毫秒  | 近地轨道           | 文昌航天发射场             | 成功     |
| 508      | 长征二号丙（遥85）                    | 吉利02组01（远程观星号） 吉利02组02（吉利银河号） 吉利02组03（浙江台州号） 吉利02组04（欢乐谷号） 吉利02组05（港中深一号） 吉利02组06 吉利02组07 吉利02组08 吉利02组09 吉利02组10 吉利02组11                                        | 2024年2月3日 07时37分              | 近地轨道           | 西昌卫星发射中心           | 成功     |
| 509      | 长征五号（遥7）                       | 通信技术试验卫星十一号 | 2024年2月23日 19时30分10秒068毫秒  | 地球同步转移轨道   | 文昌航天发射场             | 成功     |
| 510      | 长征三号乙（遥95）                    | 卫星互联网高轨卫星01 | 2024年2月29日 21时03分             | 地球同步转移轨道   | 西昌卫星发射中心           | 成功     |
| 511      | 长征二号丙（遥86）/远征一号商（遥18） | DRO-A/B卫星 | 2024年3月13日 20时51分             | 地月远距离逆行轨道 | 西昌卫星发射中心           | 部分成功 |
| 512      | 长征八号（遥3）                       | 嫦娥七号中继鹊桥二号 天都一号 天都二号 | 2024年3月20日 08时31分28秒152毫秒  | 地月转移轨道       | 文昌航天发射场             | 成功     |
| 513      | 长征二号丁（遥87）/远征三号（遥3）    | 云海二号02组7、8、9、10、11、12 | 2024年3月21日 13时27分             | 近地轨道           | 酒泉卫星发射中心           | 成功     |
| 514      | 长征六号甲（遥3）                     | 云海三号02 | 2024年3月27日 06时51分             | 太阳同步轨道       | 太原卫星发射中心           | 成功     |
| 515      | 长征二号丁（遥102）                   | 遥感四十二号01 | 2024年4月3日 06时56分              | 近地轨道           | 西昌卫星发射中心           | 成功     |
| 516      | 长征二号丁（遥97）                    | 四维高景三号01 | 2024年4月15日 12时12分             | 太阳同步轨道       | 酒泉卫星发射中心           | 成功     |
| 517      | 长征二号丁（遥103）                   | 遥感四十二号02 | 2024年4月21日 07时45分             | 近地轨道           | 西昌卫星发射中心           | 成功     |
| 518      | 长征二号F改进型（遥18）               | 神舟十八号载人飞船（叶光富、李聪、李广苏，2024年11月4日01时24分成功返回酒泉东风着陆场） | 2024年4月25日 20时59分00秒479毫秒  | 近地轨道           | 酒泉卫星发射中心           | 成功     |
| 519      | 长征五号（遥8）                       | 嫦娥六号（返回舱于2024年6月25日14时07分成功返回内蒙四子王旗着陆场） 上海交通大学思源二号/巴基斯坦立方星 | 2024年5月3日 17时27分29秒132毫秒   | 地月转移轨道       | 文昌航天发射场             | 成功     |
| 520      | 长征六号丙（遥1）                     | 海王星01 智星一号C/三江源一号 宽幅光学星 高分视频星 | 2024年5月7日 11时21分              | 太阳同步轨道       | 太原卫星发射中心           | 成功     |
| 521      | 长征三号乙（遥96）                    | 智慧天网一号01A 智慧天网一号01B | 2024年5月9日 09时43分              | 中地球轨道         | 西昌卫星发射中心           | 成功     |
| 522      | 长征四号丙（遥50）                    | 试验二十三号 | 2024年5月12日 07时43分             | 太阳同步轨道       | 酒泉卫星发射中心           | 成功     |
| 523      | 长征二号丁（遥98）                    | 北京三号C01 北京三号C02 北京三号C03（南宁二号） 北京三号C04（郑州航空港号） | 2024年5月20日 11时06分             | 太阳同步轨道       | 太原卫星发射中心           | 成功     |
| 524      | 长征三号乙（遥98）                    | 巴基斯坦多任务通信MM1 | 2024年5月30日 20时12分             | 地球同步转移轨道   | 西昌卫星发射中心           | 成功     |
| 525      | 长征二号丙（遥50）                    | 中法天文卫星SVOM（Space Variable Objects Monitor） 全变源追踪猎人星座01（CATCH-1） | 2024年6月22日 15时00分             | 近地轨道           | 西昌卫星发射中心           | 成功     |
| 526      | 长征七号甲（遥8）                     | 中星3A | 2024年6月29日 19时57分             | 地球同步转移轨道   | 文昌航天发射场             | 成功     |
| 527      | 长征六号甲（遥7）                     | 天绘五号02A 天绘五号02B | 2024年7月5日 06时49分              | 太阳同步轨道       | 太原卫星发射中心           | 成功     |
| 528      | 长征四号乙（遥58）                    | 高分十一号05 | 2024年7月19日 11时03分             | 太阳同步轨道       | 太原卫星发射中心           | 成功     |
| 529      | 长征三号乙（遥97）                    | 卫星互联网高轨02 | 2024年8月1日 21时14分              | 地球同步转移轨道   | 西昌卫星发射中心           | 成功     |
| 530      | 长征六号甲（遥21）                    | 千帆极轨01A 千帆极轨01B 千帆极轨01C 千帆极轨01D 千帆极轨01E 千帆极轨01F 千帆极轨01G 千帆极轨01H 千帆极轨01I 千帆极轨01J 千帆极轨01K 千帆极轨01L 千帆极轨01M 千帆极轨01N 千帆极轨01O 千帆极轨01P 千帆极轨01Q 千帆极轨01R             | 2024年8月6日 14时42分              | 极地轨道           | 太原卫星发射中心           | 成功     |
| 531      | 长征四号乙（遥72）                    | 遥感四十三号01A 遥感四十三号01B 遥感四十三号01C 遥感四十三号01D 遥感四十三号01E 遥感四十三号01F 遥感四十三号01G 遥感四十三号01H 遥感四十三号01I                                                                                     | 2024年8月16日 15时35分             | 近地轨道           | 西昌卫星发射中心           | 成功     |
| 532      | 长征七号甲（遥9）                     | 中星4A | 2024年8月22日 20时25分             | 地球同步转移轨道   | 文昌航天发射场             | 成功     |
| 533      | 长征四号乙（遥73）                    | 遥感四十三号02A 遥感四十三号02B 遥感四十三号02C 遥感四十三号02D 遥感四十三号02E 遥感四十三号02F | 2024年9月3日 09时22分              | 近地轨道           | 西昌卫星发射中心           | 成功     |
| 534      | 长征六号（遥11）                      | 吉利03组01（东方甄选号） 吉利03组02（36氪探索号） 吉利03组03（中国鸭鸭号） 吉利03组04（红丝带公益之星） 吉利03组05 吉利03组06 吉利03组07 吉利03组08（星纪魅族幸运星号） 吉利03组09 吉利03组10                                       | 2024年9月6日 02时30分              | 近地轨道           | 太原卫星发射中心           | 成功     |
| 535      | 长征三号乙（遥80）/远征一号（17）     | 北斗三号M25 北斗三号M27 | 2024年9月19日 09时14分             | 中地球轨道         | 西昌卫星发射中心           | 成功     |
| 536      | 长征二号丁（遥99）                    | 吉林一号宽幅02B01（祁连一号） 吉林一号宽幅02B02 吉林一号宽幅02B03 吉林一号宽幅02B04 吉林一号宽幅02B05 吉林一号宽幅02B06 | 2024年9月20日 12时11分             | 太阳同步轨道       | 太原卫星发射中心           | 成功     |
| 537      | 长征二号丁（遥44）                    | 实践十九号（2024年10月11日10时39分成功返回东风着陆场） | 2024年9月27日 18时30分             | 近地轨道           | 酒泉卫星发射中心           | 成功     |
| 538      | 长征三号乙（遥99）                    | 卫星互联网高轨03 | 2024年10月10日 21时50分            | 地球同步转移轨道   | 西昌卫星发射中心           | 成功     |
| 539      | 长征六号甲（遥20）                    | 千帆极轨02A 千帆极轨02B 千帆极轨02C 千帆极轨02D 千帆极轨02E 千帆极轨02F 千帆极轨02G 千帆极轨02H 千帆极轨02I 千帆极轨02J 千帆极轨02K 千帆极轨02L 千帆极轨02M 千帆极轨02N 千帆极轨02O 千帆极轨02P 千帆极轨02Q 千帆极轨02R             | 2024年10月15日 19时06时            | 极地轨道           | 太原卫星发射中心           | 成功     |
| 540      | 长征四号丙（遥59）                    | 高分十二号05 | 2024年10月16日 07时45分            | 太阳同步轨道       | 酒泉卫星发射中心           | 成功     |
| 541      | 长征六号（遥13）                      | 天平三号A01 天平三号B01 天平三号B02 | 2024年10月22日 08时10时            | 太阳同步轨道       | 太原卫星发射中心           | 成功     |
| 542      | 长征二号丙（遥87）                    | 遥感四十三号03A 遥感四十三号03B 遥感四十三号03C | 2024年10月23日 09时09时            | 近地轨道           | 西昌卫星发射中心           | 成功     |
| 543      | 长征二号F改进型（遥19）               | 神舟十九号载人飞船（蔡旭哲、宋令东、王浩泽，2025年4月30日13时07分30秒成功返回酒泉东风着陆场） | 2024年10月30日 04时27分34秒469毫秒 | 近地轨道           | 酒泉卫星发射中心           | 成功     |
| 544      | 长征二号丙（遥55）                    | 宏图二号01（陇原水利一号/株洲天元号） 宏图二号02（株洲芦淞号） 宏图二号03（株洲醴陵号） 宏图二号04（株洲田心号） | 2024年11月9日 11时39分             | 太阳同步轨道       | 酒泉卫星发射中心           | 成功     |
| 545      | 长征四号乙（遥53）                    | 海洋四号01（海洋盐度探测） | 2024年11月14日 06时42分            | 太阳同步轨道       | 太原卫星发射中心           | 成功     |
| 546      | 长征七号（遥9）                       | 天舟八号货运飞船 纳星四号A 纳星四号B | 2024年11月15日 23时13分18秒219毫秒 | 近地轨道           | 文昌航天发射场             | 成功     |
| 547      | 长征二号丙（遥83）                    | 四维高景二号03 四维高景二号04 | 2024年11月25日 07时39分            | 太阳同步轨道       | 酒泉卫星发射中心           | 成功     |
| 548      | 长征十二号（遥1）                     | 卫星互联网技术试验卫星05 技术试验卫星03 | 2024年11月30日 22时25分            | 近地轨道           | 海南商业航天发射场二号工位 | 成功     |
| 549      | 长征三号乙（遥103）                   | 通信技术试验十三号（卫星互联网高轨04） | 2024年12月3日 13时56分             | 地球同步转移轨道   | 西昌卫星发射中心           | 成功     |
| 550      | 长征六号甲（遥22）                    | 千帆极轨03A（招银一号） 千帆极轨03B 千帆极轨03C 千帆极轨03D 千帆极轨03E 千帆极轨03F 千帆极轨03G 千帆极轨03H 千帆极轨03I 千帆极轨03J 千帆极轨03K 千帆极轨03L 千帆极轨03M 千帆极轨03N 千帆极轨03O 千帆极轨03P 千帆极轨03Q 千帆极轨03R | 2024年12月5日 12时41分             | 极地轨道           | 太原卫星发射中心           | 成功     |
| 551      | 长征二号丁（遥60）/远征三号（遥5）    | 高速激光钻石A 高速激光钻石B 高速激光钻石C 高速激光钻石D 高速激光钻石E | 2024年12月12日 15时17分            | 近地轨道           | 酒泉卫星发射中心           | 成功     |
| 552      | 长征五号乙（遥6）/远征二号（遥2）     | 国网近极轨01A 国网近极轨01B 国网近极轨01C 国网近极轨01D 国网近极轨01E 国网近极轨01F 国网近极轨01G 国网近极轨01H 国网近极轨01I 国网近极轨01J                                                                                         | 2024年12月16日 18时00分            | 极地轨道           | 文昌航天发射场             | 成功     |
| 553      | 长征二号丁（遥99）                    | 宏图二号09（中原二号） 宏图二号10（水利一号） 宏图二号11（黄冈一号） 宏图二号12（黄冈二号） | 2024年12月17日 02时50分            | 太阳同步轨道       | 太原卫星发射中心           | 成功     |
| 554      | 长征三号乙（遥99）                    | 通信技术试验十二号 | 2024年12月20日 23时12分            | 地球同步转移轨道   | 西昌卫星发射中心           | 成功     |

### 2025年
| 長征序号 | 运载火箭名称（序号）              | 有效载荷名称 | 起飞时间（UTC+8）                 | 预定星箭分离轨道 | 发射地点                   | 发射结果 |
| -------- | --------------------------------- | --- | --------------------------------- | ---------------- | -------------------------- | -------- |
| 555      | 长征三号乙（遥104）               | 实践二十五号 | 2025年1月7日 04时00分             | 地球同步转移軌道 | 西昌卫星发射中心           | 成功     |
| 556      | 长征二号丁（遥101）               | 巴基斯坦PRSC-EO1 天路一号 蓝碳一号（杭电智算一号） | 2025年1月17日 12时07分            | 太阳同步轨道     | 酒泉卫星发射中心           | 成功     |
| 557      | 长征六号甲（遥6）                 | 千帆极轨06A（佳木斯号） 千帆极轨06B 千帆极轨06C 千帆极轨06D 千帆极轨06E 千帆极轨06F 千帆极轨06G 千帆极轨06H 千帆极轨06I 千帆极轨06J 千帆极轨06K 千帆极轨06L 千帆极轨06M 千帆极轨06N 千帆极轨06O 千帆极轨06P 千帆极轨06Q 千帆极轨06R                               | 2025年1月23日 13时15分            | 极地轨道         | 太原卫星发射中心           | 成功     |
| 558      | 长征三号乙（遥106）               | 通信技术试验十四号 | 2025年1月23日 23时32分            | 地球同步转移軌道 | 西昌卫星发射中心           | 成功     |
| 559      | 长征八号甲（遥1）                 | 国网低轨02A 国网低轨02B 国网低轨02C 国网低轨02D 国网低轨02E 国网低轨02F 国网低轨02G 国网低轨02H 国网低轨02I | 2025年2月11日 17时30分            | 近地轨道         | 文昌航天发射场             | 成功     |
| 560      | 长征三号乙（遥101）               | 中星10R | 2025年2月22日 20时11分            | 地球同步转移軌道 | 西昌卫星发射中心           | 成功     |
| 561      | 长征二号丙（遥81）                | 四维高景一号03 四维高景一号04 | 2025年2月27日 15时08分            | 太阳同步軌道     | 酒泉卫星发射中心           | 成功     |
| 562      | 长征三号乙（遥107）               | 通信技术试验十五号A 通信技术试验十五号B | 2025年3月10日 01时17分            | 地球同步转移軌道 | 西昌卫星发射中心           | 成功     |
| 563      | 长征八号（遥6）                   | 千帆极轨05A（招银二号） 千帆极轨05B 千帆极轨05C 千帆极轨05D 千帆极轨05E 千帆极轨05F 千帆极轨05G 千帆极轨05H 千帆极轨05I 千帆极轨05J 千帆极轨05K 千帆极轨05L 千帆极轨05M 千帆极轨05N 千帆极轨05O 千帆极轨05P 千帆极轨05Q 千帆极轨05R                               | 2025年3月12日 00时38分            | 极地轨道         | 海南商业航天发射场一号工位 | 成功     |
| 564      | 长征二号丁（遥100）               | 四维高景三号02 天雁23（崇明一号） | 2025年3月15日 12时11分            | 太阳同步軌道     | 酒泉卫星发射中心           | 成功     |
| 565      | 长征三号乙（遥102）               | 天链二号04星 | 2025年3月26日 23时55分            | 地球同步转移軌道 | 西昌卫星发射中心           | 成功     |
| 566      | 长征七号甲（遥11）                | 通信技术试验十六号 | 2025年3月30日 00时05分            | 地球同步转移轨道 | 文昌航天发射场             | 成功     |
| 567      | 长征二号丁（遥78）                | 星网技术试验06A 星网技术试验06B 星网技术试验06C 星网技术试验06D | 2025年4月1日 12时00分             | 太阳同步轨道     | 酒泉卫星发射中心           | 成功     |
| 568      | 长征六号（遥14）                  | 天平三号A02 天平三号B01 天平三号B02 | 2025年4月3日 10时12分             | 近地轨道         | 太原卫星发射中心           | 成功     |
| 569      | 长征三号乙（遥108）               | 通信技术试验十七号 | 2025年4月11日 00时47分            | 地球同步转移軌道 | 西昌卫星发射中心           | 成功     |
| 570      | 长征六号甲（遥11）                | 试验二十七号01星 试验二十七号02星 试验二十七号03星 试验二十七号04星 试验二十七号05星 试验二十七号06星 | 2025年4月19日 06时51分            | 太阳同步轨道     | 太原卫星发射中心           | 成功     |
| 571      | 长征二号F改进型（遥20）           | 神舟二十号载人飞船（陈冬、陈中瑞、王杰） | 2025年4月24日 17时17分31秒441毫秒 | 近地轨道         | 酒泉卫星发射中心           | 成功     |
| 572      | 长征三号乙（遥109）               | 天链二号05星 | 2025年4月27日 23时54分            | 地球同步转移軌道 | 西昌卫星发射中心           | 成功     |
| 573      | 长征五号乙（遥7）/远征二号（遥3） | 星网近极轨03A 星网近极轨03B 星网近极轨03C 星网近极轨03D 星网近极轨03E 星网近极轨03F 星网近极轨03G 星网近极轨03H 星网近极轨03I 星网近极轨03J | 2025年4月29日 04时10分            | 极地轨道         | 文昌航天发射场             | 成功     |
| 574      | 长征六号甲（遥9）                 | 遥感四十号02A 遥感四十号02B 遥感四十号02C | 2025年5月11日 21时27分            | 极地軌道         | 太原卫星发射中心           | 成功     |
| 575      | 长征三号丙（遥19）                | 通信技术试验十九号 | 2025年5月13日 02时09分            | 地球同步转移軌道 | 西昌卫星发射中心           | 成功     |
| 576      | 长征二号丁（遥107）               | 星时代27（内江号） 星时代28（内江高新号） 星时代29（台州号） 星时代30（海口号） 星时代31（马鞍山智算一号） 星时代32（崇州号） 星时代33（天铁科技号） 星时代34（迷岩无聊猿号） 星时代35（御空者号） 星时代36（大零号湾） 星时代37（之江一号） 星时代38（之江二号） | 2025年5月14日 12时12分            | 太阳同步軌道     | 酒泉卫星发射中心           | 成功     |
| 577      | 长征七号甲（遥15）                | 中星3B | 2025年5月20日 19时50分            | 地球同步转移軌道 | 文昌航天发射场             | 成功     |
| 578      | 长征三号乙（遥110）               | 天问二号（小行星采样返回） | 2025年5月29日 01时31分            | 霍曼轉移軌道     | 西昌卫星发射中心           | 成功     |
| 579      | 长征四号乙（遥62）                | 实践二十六号 | 2025年5月29日 12时12分            | 太阳同步轨道     | 酒泉卫星发射中心           | 成功     |
| 580      | 长征六号甲（遥8）                 | 星网近极轨04A 星网近极轨04B 星网近极轨04C 星网近极轨04D 星网近极轨04E | 2025年6月6日 04时45分             | 极地轨道         | 太原卫星发射中心           | 成功     |
| 581      | 长征二号丁（遥42）                | 张衡一号02（中意电磁监测卫星02） | 2025年6月14日 15时56分            | 太阳同步轨道     | 酒泉卫星发射中心           | 成功     |
| 582      | 长征三号乙（遥111）               | 中星9C | 2025年6月20日 20时37分            | 地球同步转移軌道 | 西昌卫星发射中心           | 成功     |
| 583      | 长征四号丙（遥63）                | 试验二十八号B01 | 2025年7月3日 17时35分             | 近地轨道         | 西昌卫星发射中心           | 成功     |
| 584      | 长征七号（遥10）                  | 天舟九号货运飞船 | 2025年7月15日 05时34分            | 近地轨道         | 文昌航天发射场             | 成功     |
| 585      | 长征六号甲（遥14）                | 星网低轨05A 星网低轨05B 星网低轨05C 星网低轨05D 星网低轨05E | 2025年7月27日 18时03分            | 极地轨道         | 太原卫星发射中心           | 成功     |
| 586      | 长征八号甲（遥3）                 | 星网低轨06A 星网低轨06B 星网低轨06C 星网低轨06D 星网低轨06E 星网低轨06F 星网低轨06G 星网低轨06H 星网低轨06I | 2025年7月30日 15时49分            | 近地轨道         | 海南商业航天发射场         | 成功     |
| 587      | 长征十二号（遥2）                 | 星网低轨07A 星网低轨07B 星网低轨07C 星网低轨07D 星网低轨07E 星网低轨07F 星网低轨07G 星网低轨07H 星网低轨07I | 2025年8月4日 18时21分             | 近地轨道         | 海南商业航天发射场         | 成功     |
| 588      | 长征五号乙（遥8）/远征二号（遥4） | 星网低轨08A 星网低轨08B 星网低轨08C 星网低轨08D 星网低轨08E 星网低轨08F 星网低轨08G 星网低轨08H 星网低轨08I 星网低轨08J | 2025年8月13日 14时43分            | 极地轨道         | 文昌航天发射场             | 成功     |
| 589      | 长征四号丙（遥64）                | 试验二十八号B02 | 2025年8月17日 16时55分            | 近地轨道         | 西昌卫星发射中心           | 成功     |
| 590      | 长征六号甲（遥10）                | 星网低轨09A 星网低轨09B 星网低轨09C 星网低轨09D 星网低轨09E | 2025年8月17日 22时15分            | 极地轨道         | 太原卫星发射中心           | 成功     |

## 其他火箭

### 2020年
| 发射序号 | 运载火箭名称（序号） | 有效载荷名称                                               | 起飞时间（UTC+8）          | 预定星箭分离轨道 | 发射地点             | 发射结果 |
| -------- | -------------------- | ---------------------------------------------------------- | -------------------------- | ---------------- | -------------------- | -------- |
| 27       | 快舟一号甲（遥9）    | 银河航天首发星                                             | 2020年1月16日 11时02分     | 近地轨道         | 酒泉卫星发射中心     | 成功     |
| 28       | 快舟一号甲（遥6）    | 行云二号01星（武汉号）行云二号02星                         | 2020年5月12日 09时16分40秒 | 太阳同步轨道     | 酒泉卫星发射中心场坪 | 成功     |
| 29       | 快舟十一号（遥1）    | 吉林一号高分02E星（哔哩哔哩视频卫星） 微厘空间一号系统S2星 | 2020年7月10日 12时17分     | 太阳同步轨道     | 酒泉卫星发射中心场坪 | 失败     |
| 30       | 快舟一号甲（遥3）    | 吉林一号高分02C星（内蒙古一号）                            | 2020年9月12日 13时02分     | 太阳同步轨道     | 酒泉卫星发射中心     | 失败     |
| 31       | 谷神星一号（遥1）    | 天启星座11星                                               | 2020年11月7日 15时12分     | 太阳同步轨道     | 酒泉卫星发射中心场坪 | 成功     |

### 2021年
| 发射序号 | 运载火箭名称（序号） | 有效载荷名称                                           | 起飞时间（UTC+8）          | 预定星箭分离轨道 | 发射地点         | 发射结果 |
| -------- | -------------------- | ------------------------------------------------------ | -------------------------- | ---------------- | ---------------- | -------- |
| 32       | 双曲线一号（遥2）    | 方舟二号                                               | 2021年2月1日 16时15分      | 太阳同步轨道     | 酒泉卫星发射中心 | 失败     |
| 33       | 双曲线一号（遥5）    | 吉林一号魔方01A                                        | 2021年8月3日 15时39分      | 太阳同步轨道     | 酒泉卫星发射中心 | 失败     |
| 34       | 快舟一号甲（遥4）    | 吉林一号高分02D星（和平精英号）                        | 2021年9月27日 14时19分     | 太阳同步轨道     | 酒泉卫星发射中心 | 成功     |
| 35       | 快舟一号甲（遥5）    | 吉林一号高分02F星（航天星云·常熟一号）                 | 2021年10月27日 14时19分    | 太阳同步轨道     | 酒泉卫星发射中心 | 成功     |
| 36       | 快舟一号甲（遥13）   | 试验十一号卫星                                         | 2021年11月25日 07时41分    | 太阳同步轨道     | 酒泉卫星发射中心 | 成功     |
| 37       | 谷神星一号（遥2）    | 金紫荆一号03星 金紫荆五号 天津大学一号 丽泽一号 宝酝号 | 2021年12月7日 12时12分30秒 | 太阳同步轨道     | 酒泉卫星发射中心 | 成功     |
| 38       | 快舟一号甲（遥17）   | GeeSAT双星                                             | 2021年12月15日 10时00分    | 太阳同步轨道     | 酒泉卫星发射中心 | 失败     |

### 2022年
| 发射序号 | 运载火箭名称（序号） | 有效载荷名称 | 起飞时间（UTC+8）                 | 预定星箭分离轨道 | 发射地点                                                                               | 发射结果 |
| -------- | -------------------- | --- | --------------------------------- | ---------------- | -------------------------------------------------------------------------------------- | -------- |
| 39       | 双曲线一号（遥4）    | 吉林一号魔方01A | 2022年5月13日 15时09分            | 太阳同步轨道     | 酒泉卫星发射中心                                                                       | 失败     |
| 40       | 快舟一号甲（遥23）   | 天行一号 | 2022年6月22日 10时08分            | 太阳同步轨道     | 酒泉卫星发射中心                                                                       | 成功     |
| 41       | 力箭一号（遥1）      | 空间新技术试验 轨道大气密度探测试验 低轨道量子密钥分发试验（济南一号） 电磁组装试验A 电磁组装试验B 华万·南粤科学 | 2022年7月27日 12时12分00秒698毫秒 | 太阳同步轨道     | 酒泉卫星发射中心                                                                       | 成功     |
| 42       | 谷神星一号（遥3）    | 泰景一号01（平安三号） 泰景一号02 东海一号 | 2022年8月9日 12时11分             | 太阳同步轨道     | 酒泉卫星发射中心                                                                       | 成功     |
| 43       | 快舟一号甲（遥15）   | 创新十六号A/B | 2022年8月23日 10时36分            | 近地轨道         | 西昌卫星发射中心                                                                       | 成功     |
| 44       | 快舟一号甲（遥16）   | 微厘空间低轨卫星导航增强系统S3/S4（泉城一号） | 2022年9月6日 10时24分             | 近地轨道         | 酒泉卫星发射中心                                                                       | 成功     |
| 45       | 快舟一号甲（遥14）   | 试验十四号 试验十五号 | 2022年9月25日 06时55分            | 太阳同步轨道     | 太原卫星发射中心                                                                       | 成功     |
| 46       | 谷神星一号（遥4）    | 吉林一号高分03D08 吉林一号高分03D51 吉林一号高分03D52 吉林一号高分03D53 吉林一号高分03D54 | 2022年11月16日 14时20分           | 太阳同步轨道     | 酒泉卫星发射中心                                                                       | 成功     |
| 47       | 快舟十一号（遥2）    | 行云交通VDES试验卫星（航天金租1号） | 2022年12月7日 09时15分            | 太阳同步轨道     | 酒泉卫星发射中心                                                                       | 成功     |
| 48       | 捷龙三号（遥1）      | 吉林一号高分03D44（天府星座东坡08） 吉林一号高分03D45（天府星座东坡09） 吉林一号高分03D46（天府星座东坡10） 吉林一号高分03D47 吉林一号高分03D48（道达星座天罗星） 吉林一号高分03D49（道达星座天芯星） 吉林一号高分03D50 吉林一号平台01A01 交通五号（和德二号H） 金紫荆一号05（APSCO-1） 金紫荆一号06（江西师大一号） 天启星座07星（大宋官窑星） 丰台少年二号暨少年梦想二号(CAS-5A) 火炬一号 | 2022年12月9日 14时35分            | 太阳同步轨道     | 黄海海域 37°20′22″N 123°42′41″E / 37.3395°N 123.7115°E 泰瑞驳船 (太原卫星发射中心组织) | 成功     |
| 49       | 朱雀二号（遥1）      | 1箭14星（详细不明） | 2022年12月14日 16时30分           | 太阳同步轨道     | 酒泉卫星发射中心                                                                       | 失败     |

### 2023年
| 发射序号 | 运载火箭名称（序号） | 有效载荷名称 | 起飞时间（UTC+8）                | 预定星箭分离轨道 | 发射地点                                                                                        | 发射结果 |
| -------- | -------------------- | --- | -------------------------------- | ---------------- | ----------------------------------------------------------------------------------------------- | -------- |
| 50       | 谷神星一号（遥5）    | 厦门科技壹号（西光003） 天启星座13（阿拉善一号） 天目一号01（西永微电园1号） 天目一号02（西永微电园2号） 南通中学号               | 2023年1月9日 13时04分            | 太阳同步轨道     | 酒泉卫星发射中心                                                                                | 成功     |
| 51       | 快舟一号甲（遥19）   | 天目一号03（重庆金凤实验室号） 天目一号04（重庆金凤软件园号） 天目一号05（重庆金凤生物医药园号） 天目一号06（重庆金凤城市中心号） | 2023年3月22日 17时09分           | 太阳同步轨道     | 酒泉卫星发射中心                                                                                | 成功     |
| 52       | 天龙二号（遥1）      | 爱太空科学号（金塔号） | 2023年4月2日 16时48分16秒459毫秒 | 太阳同步轨道     | 酒泉卫星发射中心                                                                                | 成功     |
| 53       | 双曲线一号（遥6）    | （无载荷验证飞行） | 2023年4月7日 12时00分            | 太阳同步轨道     | 酒泉卫星发射中心                                                                                | 成功     |
| 54       | 力箭一号（遥2）      | 试验二十四号A 试验二十四号B 西安航投8号 涪城一号 X射线偏振探测立方星 天仪26 等26星                                                | 2023年6月7日 12时10分            | 太阳同步轨道     | 酒泉卫星发射中心                                                                                | 成功     |
| 55       | 快舟一号甲（遥20）   | 龙江三号 | 2023年6月9日 10时35分            | 近地轨道         | 酒泉卫星发射中心                                                                                | 成功     |
| 56       | 朱雀二号（遥2）      | （无载荷验证飞行） | 2023年7月12日 09时00分           | 太阳同步轨道     | 酒泉卫星发射中心                                                                                | 成功     |
| 57       | 快舟一号甲（遥22）   | 天目一号07（新疆能源一号） 天目一号08（南信大一号） 天目一号09（南宁01） 天目一号10（南宁02）                                     | 2023年7月20日 11时20分           | 太阳同步轨道     | 酒泉卫星发射中心                                                                                | 成功     |
| 58       | 谷神星一号（遥6）    | 乾坤一号 星时代-16（泰安号） | 2023年7月22日 13时07分           | 近地轨道         | 酒泉卫星发射中心                                                                                | 成功     |
| 59       | 谷神星一号（遥7）    | 西光壹号01（MN100-2） 西安航投88号 西安航投96号 西安航投104号 西安航投112号 地卫智能应急一号（河南理工一号） 星池一号B（MN30-3）  | 2023年8月10日 12时03分50秒       | 太阳同步轨道     | 酒泉卫星发射中心                                                                                | 成功     |
| 60       | 快舟一号甲（遥21）   | 和德三号A（交通六号） 和德三号B（交通七号） 和德三号C（交通八号） 和德三号D（交通九号） 和德三号E（交通十号）                     | 2023年8月14日 13时32分           | 近地轨道         | 西昌卫星发射中心                                                                                | 成功     |
| 61       | 谷神星一号（遥8）    | 吉林一号宽幅02A（香港科大－雄彬一号）                                                                                             | 2023年8月25日 12时59分           | 太阳同步轨道     | 酒泉卫星发射中心                                                                                | 成功     |
| 62       | 谷神星一号海（遥1）  | 天启星座21（合肥高新一号） 天启星座22（中国民权双拥号） 天启星座23（河北交投一号） 天启星座24（赣州号/东江源号）                  | 2023年9月5日 17时34分            | 太阳同步轨道     | 黄海海域德浮15002轮 36°37′52″N 121°11′54″E / 36.63123°N 121.19842°E (太原卫星发射中心组织)      | 成功     |
| 63       | 谷神星一号（遥11）   | 吉林一号高分04B（联信盈达一号）                                                                                                   | 2023年9月21日 12时59分           | 太阳同步轨道     | 酒泉卫星发射中心                                                                                | 失败     |
| 64       | 谷神星一号（遥9）    | 天雁-16（玑衡一号/黄渤海一号） 星池一号A                                                                                          | 2023年12月5日 07时33分           | 太阳同步轨道     | 酒泉卫星发射中心                                                                                | 成功     |
| 65       | 捷龙三号（遥2）      | 互联网技术试验03组A(创新十九号) 互联网技术试验03组B                                                                               | 2023年12月6日 03时24分           | 太阳同步轨道     | 南海阳江海上博润九州号货轮 21°16′55″N 112°00′00″E / 21.28206°N 112.000°E (太原卫星发射中心组织) | 成功     |
| 66       | 朱雀二号（遥3）      | 天仪-33（湖科大一号） 鸿鹄号 鸿鹄二号                                                                                             | 2023年12月9日 07时39分           | 太阳同步轨道     | 酒泉卫星发射中心                                                                                | 成功     |
| 67       | 双曲线一号（遥7）    | 迪迩一号・梁溪号 | 2023年12月17日 15时00分          | 太阳同步轨道     | 酒泉卫星发射中心                                                                                | 成功     |
| 68       | 快舟一号甲（遥26）   | 天目一号11（桐乡振石号） 天目一号12（桐乡桐昆号） 天目一号13（桐乡新凤鸣号） 天目一号14（桐乡哪吒汽车号）                         | 2023年12月25日 09时00分          | 太阳同步轨道     | 酒泉卫星发射中心                                                                                | 成功     |
| 69       | 快舟一号甲（遥27）   | 天目一号19（西永微电园3号） 天目一号20（贵安01星） 天目一号21（贵安02星） 天目一号22                                              | 2023年12月27日 14时50分          | 太阳同步轨道     | 酒泉卫星发射中心                                                                                | 成功     |

### 2024年
| 发射序号 | 运载火箭名称（序号） | 有效载荷名称 | 起飞时间（UTC+8）       | 预定星箭分离轨道 | 发射地点                                                                                                  | 发射结果 |
| -------- | -------------------- | --- | ----------------------- | ---------------- | --- | -------- |
| 70       | 快舟一号甲（遥28）   | 天目一号15 天目一号16 天目一号17 天目一号18 | 2024年1月5日 19时20分   | 太阳同步轨道     | 酒泉卫星发射中心                                                                                          | 成功     |
| 71       | 快舟一号甲（遥24）   | 天行一号02 | 2024年1月11日 11时52分  | 太阳同步轨道     | 酒泉卫星发射中心                                                                                          | 成功     |
| 72       | 引力一号（遥1）      | 云遥一号18（联信盈达一号） 云遥一号19（三峡遥感一号） 云遥一号20（廊坊空间一号） | 2024年1月11日 13时30分  | 近地轨道         | 黄海海阳海上东方航天港号火箭发射船 36°23′32″N 121°33′10″E / 36.39222°N 121.55278°E (太原卫星发射中心组织) | 成功     |
| 73       | 力箭一号（遥3）      | 泰景一号03星（北京林业大学生态文明号） 泰景二号02星（星地通一号） 泰景二号04星（默孚龙号/未名一号） 泰景三号02星 泰景四号03星 | 2024年1月23日 12时03分  | 太阳同步轨道     | 酒泉卫星发射中心                                                                                          | 成功     |
| 74       | 捷龙三号（遥3）      | 星时代18（蓉漂号） · 星时代19（中国移动01星·SCA-1号/DRO-L） · 星时代20（花开天下号） · 智星二号A（济高科创号） · 烟台二号（东方慧眼高分01） · 寻茗老家一号 · 威海一号01 · 威海一号02（创新十七01/遂宁一号） · 埃及NExSat-1 | 2024年2月3日 11时06分   | 太阳同步轨道     | 南海阳江海上博润九州号货轮 21°16′55″N 112°00′00″E / 21.28206°N 112.000°E (太原卫星发射中心组织)           | 成功     |
| 75       | 快舟十一号（遥4）    | 武汉一号（珞珈三号02/海丝三号02） 超低轨技术试验（楚天一号001） 天雁22（星环号·南信大星） 灵鹊三号01（青城一号） | 2024年5月21日 12时15分  | 太阳同步轨道     | 酒泉卫星发射中心                                                                                          | 成功     |
| 76       | 谷神星一号海（遥2）  | 天启星座25（长春净月一号） 天启星座26（皖投一号） 天启星座27（河北交投二号） 天启星座28（河北交投三号） | 2024年5月29日 16时12分  | 近地轨道         | 黄海日照近岸东方航天港号 35°14′06″N 119°21′33″E / 35.2350°N 119.3592°E (太原卫星发射中心组织)             | 成功     |
| 77       | 谷神星一号（遥12）   | 极光星座01（复旦信息） 极光星座02（上海机电学院一号） 张江高科号（云遥一号25） 云遥一号26（逆水寒二号） 河北临西一号（云遥一号14） | 2024年5月31日 07时39分  | 太阳同步轨道     | 酒泉卫星发射中心                                                                                          | 成功     |
| 78       | 谷神星一号（遥13）   | TEE-01B（地球之眼一号） 纳星三号A 纳星三号B 爱神星一号留轨试验平台 | 2024年6月6日 13时00分   | 太阳同步轨道     | 酒泉卫星发射中心                                                                                          | 成功     |
| 79       | 双曲线一号（遥8）    | 云遥一号15（北洋海棠基金一号） 云遥一号16（天津大学科技园一号） 云遥一号17（创业知本社一号） | 2024年7月11日 07时40分  | 太阳同步轨道     | 酒泉卫星发射中心                                                                                          | 失败     |
| 80       | 谷神星一号海（遥3）  | 云遥一号15（北洋海棠基金一号） 云遥一号16（天津大学科技园一号） 云遥一号17（创业知本社一号） 吉天星A03（苏州一号） 苏星一号01 天辅高分二号（天卫科技三号·华祥苑一号） | 2024年8月29日 13时22分  | 太阳同步轨道     | 黄海石岛海上东方航天港号 36°25′00″N 123°12′00″E / 36.41667°N 123.20000°E (太原卫星发射中心组织)           | 成功     |
| 81       | 快舟一号甲（遥31）   | 天启一号29 天启一号30 天启一号31（长春净月二号） 天启一号32 | 2024年9月20日 17时43分  | 近地轨道         | 西昌卫星发射中心                                                                                          | 成功     |
| 82       | 捷龙三号（遥4）      | 天仪41（神启号/甘州一号） 星时代15 (香港青年科创号） 星时代21 (氦星梁溪双子星一号） 星时代22 ( 氦星梁溪双子星二号） 驭星二号05（珞珈四号01/武汉大学人民医院健康号） 复旦一号 (澜湄未来星） 天雁15（最终前沿一号01） 吉天星A01（吉林大学一号）                                                                                       | 2024年9月24日 10时31分  | 太阳同步轨道     | 黄海海阳海上东方航天港号 36°26′50″N 121°11′47″E / 36.44717°N 121.19633°E (太原卫星发射中心组织)           | 成功     |
| 83       | 力箭一号（遥4）      | 中科卫星01（济钢一号） 中科卫星02（济钢二号） 吉林一号SAR01A 云遥一号21（天津大学宣怀学院号） 云遥一号22（九安一号） | 2024年9月25日 07时33分  | 太阳同步轨道     | 酒泉卫星发射中心                                                                                          | 成功     |
| 84       | 力箭一号（遥5）      | 试验二十六号A 试验二十六号B 试验二十六号C 吉林一号高分05B 吉林一号平台02A03（天智二号C） 云遥一号31（天开园号） 云遥一号32（清华地学号） 云遥一号33（怡亚通号） 云遥一号34（复遥号） 云遥一号35（惠山科创号） 云遥一号36（应州木塔号） 西光壹号04（鹊华一号） 西光壹号05（天仙配号） 阿曼智能遥感一号 天雁24（梁平一号/钧天一号03） | 2024年11月11日 12时03分 | 太阳同步轨道     | 酒泉卫星发射中心                                                                                          | 成功     |
| 85       | 朱雀二号Ｅ（遥1）    | 光传01 光传02 | 2024年11月27日 10时00分 | 近地轨道         | 酒泉卫星发射中心                                                                                          | 成功     |
| 86       | 快舟一号甲（遥32）   | 海哨一号（中科卫星08） | 2024年12月4日 12时46分  | 近地轨道         | 西昌卫星发射中心                                                                                          | 成功     |
| 87       | 谷神星一号海（遥4）  | 天启一号33（汕头数字一号） 天启一号34（保定莲池号） 天启一号35（徽赢一号） 天启一号36（安徽国金一号） | 2024年12月19日 18时18分 | 近地轨道         | 黄海日照近岸东方航天港号 35°23′30″N 119°35′55″E / 35.39167°N 119.59867°E (太原卫星发射中心组织)           | 成功     |
| 88       | 力箭一号（遥6）      | 迪迩三号（王兴记号/B300-L01货运飞船） 应龙一号 仰望二号 逸仙-A CASAA-Sat 云遥一号 | 2024年12月27日 09时03分 | 太阳同步轨道     | 酒泉卫星发射中心                                                                                          | 失败     |

### 2025年
| 发射序号            | 运载火箭名称（序号） | 有效载荷名称 | 起飞时间（UTC+8）      | 预定星箭分离轨道 | 发射地点                                                                                        | 发射结果 |
| ------------------- | -------------------- | --- | ---------------------- | ---------------- | ----------------------------------------------------------------------------------------------- | -------- |
| 89                  | 捷龙三号（遥5）      | 微厘空间01A 微厘空间01B 微厘空间01C 微厘空间01D 微厘空间01E 微厘空间01F 微厘空间01G 微厘空间01H 微厘空间01I 微厘空间01J                                 | 2025年1月13日 11时00分 | 近地轨道         | 黄海海阳近海东方航天港号 36°37′00″N 121°11′00″E / 36.61667°N 121.18333°E (太原卫星发射中心组织) | 成功     |
| 90                  | 谷神星一号（遥16）   | 云遥一号37（微博会员号） 云遥一号38（开物星座·金顶试验星） 云遥一号39（华清海风号） 云遥一号40 吉天星A05（南京玄武号）                                  | 2025年1月20日 18时11分 | 太阳同步轨道     | 酒泉卫星发射中心                                                                                | 成功     |
| [ 註⁠ 4 ] [ 參⁠ 335 ] | 快舟一号甲（遥33）   | 载荷不明 | 2025年3月1日 18时01分  | 近地轨道         | 酒泉卫星发射中心                                                                                | 中止     |
| 91                  | 谷神星一号（遥10）   | 云遥一号55 云遥一号56 云遥一号57 云遥一号58 云遥一号59 云遥一号60 中科卫星06（莱芜·遥晟一号） 中科卫星07（莱芜·遥晟二号）                               | 2025年3月17日 16时07分 | 太阳同步轨道     | 酒泉卫星发射中心                                                                                | 成功     |
| 92                  | 谷神星一号（遥17）   | 云遥一号43（仁爱学院号） 云遥一号44（富景天策号） 云遥一号45 云遥一号46 云遥一号47（阿童木机器人号） 云遥一号48（浦东航运号）                           | 2025年3月21日 19时07分 | 太阳同步轨道     | 酒泉卫星发射中心                                                                                | 成功     |
| 93                  | 朱雀二号Ｅ（遥2）    | 天仪29（地质一号/浙地一号） 天仪34（南科一号） 天仪35（南昌航空一号） 天仪42（神启号02） 天仪45（北邮二号） 天仪46（北邮三号）                          | 2025年5月17日 12时12分 | 太阳同步轨道     | 酒泉卫星发射中心                                                                                | 成功     |
| 94                  | 谷神星一号海（遥5）  | 天启一号16 天启一号17 天启一号18（海陆丰号） 天启一号20                                                                                                 | 2025年5月19日 15时38分 | 近地轨道         | 黄海日照近海东方航天港号 35°23′30″N 119°35′55″E / 35.39167°N 119.59861°E (太原卫星发射中心组织) | 成功     |
| 95                  | 力箭一号（遥7）      | 泰景三号04 泰景四号02A 星睿十一号（北理工珠海01） 星迹源一号 立方108 001（塔大胡杨一号） 西光壹号02（探骊号）                                           | 2025年5月21日 12时05分 | 太阳同步轨道     | 酒泉卫星发射中心                                                                                | 成功     |
| 96                  | 双曲线一号（遥10）   | 恩施硒都山泉号（鲲鹏星座03） | 2025年7月29日 12时11分 | 太阳同步轨道     | 酒泉卫星发射中心                                                                                | 成功     |
| 97                  | 快舟一号甲（遥34）   | 巴基斯坦遥感01 | 2025年7月31日 10时00分 | 近地轨道         | 西昌卫星发射中心                                                                                | 成功     |
| 98                  | 捷龙三号（遥6）      | 吉利04A（中联重科号） 吉利04B（先导科技号） 吉利04C 吉利04D 吉利04E 吉利04F 吉利04G 吉利04H 吉利04I 吉利04J 吉利04K（千里浩瀚号）                       | 2025年8月9日 00时31分  | 近地轨道         | 黄海日照近海东方航天港号 35°23′30″N 119°35′55″E / 35.39167°N 119.59867°E (太原卫星发射中心组织) | 成功     |
| 99                  | 朱雀二号Ｅ（遥3）    | 星网低轨测试4星 | 2025年8月15日 09时17分 | 近地轨道         | 酒泉卫星发射中心                                                                                | 失败     |
| 100                 | 力箭一号（遥10）     | 中科卫星05（海哨二号） 多功能试验二号01 多功能试验二号02 多功能试验二号03（天拓六号） 天雁26（河南理工二号/中原三号） 墨西哥ThumbSat-1 墨西哥ThumbSat-2 | 2025年8月19日 15时33分 | 太阳同步轨道     | 酒泉卫星发射中心                                                                                | 成功     |

## 未来发射任务
中国运载火箭未来发射任务